# Vuelta a España 2006/Fahrerfeld
Folgende Fahrer und Mannschaften nahmen an der Vuelta a España 2006 teil:
Die deutschen, österreichischen und Schweizer Fahrer sind fett markiert.
Legende:
- Suspendierung: Ausschluss durch eigenes Team vor Rennbeginn
- Ausschluss: Ausschluss durch die Rennleitung vor Rennbeginn
- Disqualifikation: Ausschluss durch die Rennleitung nach Rennbeginn
- : Etappensieger
- : Goldenes Trikot für den Gesamtführenden
- : Blaues Trikot für den Punktbesten
- : Oranges Trikot für den besten Bergfahrer
- : Weißes Trikot für den Besten der Kombinationswertung
- : Gelbe Rückennummer für das in der Mannschaftswertung führende Team

## Rabobank(NED)
| Nr. | Name              | Nationalität | Anmerkungen                                                   |
| --- | ----------------- | ------------ | ------------------------------------------------------------- |
| 1   | Denis Menschow    | Russland     | Aufgabe vor der 11. Etappe, physische und mentale Erschöpfung |
| 2   | Mauricio Ardila   | Kolumbien    |                                                               |
| 3   | Theo Eltink       | Niederlande  |                                                               |
| 4   | William Walker    | Australien   |                                                               |
| 5   | Pedro Horrillo    | Spanien      |                                                               |
| 6   | Michael Boogerd   | Niederlande  | Aufgabe vor der 16. Etappe                                    |
| 7   | Grischa Niermann  | Deutschland  |                                                               |
| 8   | Michael Rasmussen | Dänemark     | Aufgabe während der 17. Etappe                                |
| 9   | Pieter Weening    | Niederlande  |                                                               |

## Team CSC(DEN)
| Nr. | Name              | Nationalität | Anmerkungen                                                                 |
| --- | ----------------- | ------------ | --------------------------------------------------------------------------- |
| 11  | Carlos Sastre     | Spanien      | : 1. Etappe; : 2. Etappe                                                    |
| 12  | Kurt Asle Arvesen | Dänemark     | : 1. Etappe                                                                 |
| 13  | Lars Bak          | Dänemark     | : 1. Etappe                                                                 |
| 14  | Fabian Cancellara | Schweiz      | : 1. Etappe; Aufgabe vor der 16. Etappe, Vorbereitung auf Weltmeisterschaft |
| 15  | Íñigo Cuesta      | Spanien      | : 1. Etappe                                                                 |
| 16  | Marcus Ljungqvist | Schweden     | : 1. Etappe                                                                 |
| 17  | Stuart O’Grady    | Australien   | : 1. Etappe                                                                 |
| 18  | Wolodymyr Hustow  | Ukraine      | : 1. Etappe                                                                 |
| 19  | Nicki Sørensen    | Dänemark     | : 1. Etappe                                                                 |
|     |                   |              | : 2. – 5. Etappe                                                            |

## ag2r Prévoyance(FRA)
| Nr. | Name               | Nationalität | Anmerkungen                |
| --- | ------------------ | ------------ | -------------------------- |
| 21  | Cyril Dessel       | Frankreich   | Aufgabe vor der 16. Etappe |
| 22  | José Luis Arrieta  | Spanien      | : 19. Etappe               |
| 23  | Mikel Astarloza    | Spanien      |                            |
| 24  | Íñigo Chaurreau    | Spanien      |                            |
| 25  | Hubert Dupont      | Frankreich   |                            |
| 26  | Stéphane Goubert   | Frankreich   |                            |
| 27  | David Navas        | Spanien      |                            |
| 28  | Jean-Patrick Nazon | Frankreich   |                            |
| 29  | Aljaksandr Ussau   | Belarus      |                            |

## Bouygues Télécom(FRA)
| Nr. | Name             | Nationalität | Anmerkungen                    |
| --- | ---------------- | ------------ | ------------------------------ |
| 31  | Walter Bénéteau  | Frankreich   |                                |
| 32  | Mathieu Claude   | Frankreich   | Aufgabe während der 9. Etappe  |
| 33  | Pierre Drancourt | Frankreich   |                                |
| 34  | Xavier Florencio | Spanien      | Aufgabe vor der 16. Etappe     |
| 35  | Anthony Geslin   | Frankreich   | Aufgabe während der 16. Etappe |
| 36  | Christophe Kern  | Frankreich   | Aufgabe während der 11. Etappe |
| 37  | Rony Martias     | Frankreich   | Aufgabe während der 10. Etappe |
| 38  | Jérôme Pineau    | Frankreich   | Aufgabe während der 11. Etappe |
| 39  | Franck Renier    | Frankreich   |                                |

## Crédit Agricole(FRA)
| Nr. | Name              | Nationalität | Anmerkungen                                                                |
| --- | ----------------- | ------------ | -------------------------------------------------------------------------- |
| 41  | László Bodrogi    | Ungarn       |                                                                            |
| 42  | Pietro Caucchioli | Italien      | : 10. – 17. Etappe                                                         |
| 43  | Anthony Charteau  | Frankreich   | Aufgabe während der 10. Etappe                                             |
| 44  | Dmitri Fofonow    | Kasachstan   |                                                                            |
| 45  | Thor Hushovd      | Norwegen     | : 6. Etappe; : 3. – 5. Etappe; : 4. – 21. Etappe; Sieger der Punktewertung |
| 46  | Mads Kaggestad    | Norwegen     |                                                                            |
| 47  | Cyril Lemoine     | Frankreich   |                                                                            |
| 48  | Mark Renshaw      | Australien   | Aufgabe während der 16. Etappe                                             |
| 49  | Benoît Poilvet    | Frankreich   |                                                                            |

## Caisse d'Epargne-Illes Balears(ESP)
| Nr. | Name                  | Nationalität | Anmerkungen                                         |
| --- | --------------------- | ------------ | --------------------------------------------------- |
| 51  | Alejandro Valverde    | Spanien      | : 7. Etappe; : 10. – 17. Etappe; : 10. – 18. Etappe |
| 52  | Óscar Pereiro         | Spanien      |                                                     |
| 53  | David Arroyo          | Spanien      |                                                     |
| 54  | Vicente García Acosta | Spanien      |                                                     |
| 55  | Joan Horrach          | Spanien      |                                                     |
| 56  | Wladimir Karpets      | Russland     |                                                     |
| 57  | Pablo Lastras         | Spanien      |                                                     |
| 58  | Joaquim Rodríguez     | Spanien      |                                                     |
| 59  | Xabier Zandio         | Spanien      |                                                     |

## Cofidis(FRA)
| Nr. | Name                  | Nationalität | Anmerkungen                    |
| --- | --------------------- | ------------ | ------------------------------ |
| 61  | Frédéric Bessy        | Frankreich   |                                |
| 62  | Leonardo Duque        | Kolumbien    |                                |
| 63  | Bingen Fernández      | Spanien      |                                |
| 64  | Geoffroy Lequatre     | Frankreich   |                                |
| 65  | Thierry Marichal      | Belgien      |                                |
| 66  | Sébastien Minard      | Frankreich   |                                |
| 67  | Hervé Duclos-Lassalle | Frankreich   | Aufgabe während der 11. Etappe |
| 68  | Luis Pérez            | Spanien      |                                |
| 69  | Staf Scheirlinckx     | Belgien      |                                |

## Discovery Channel(USA)
| Nr. | Name              | Nationalität       | Anmerkungen                                              |
| --- | ----------------- | ------------------ | -------------------------------------------------------- |
| 71  | Michael Barry     | Kanada             |                                                          |
| 72  | Manuel Beltrán    | Spanien            |                                                          |
| 73  | Janez Brajkovič   | Slowenien          | : 8. & 9. Etappe; : 8. & 9. Etappe                       |
| 74  | Tom Danielson     | Vereinigte Staaten | : 17. Etappe                                             |
| 75  | Stijn Devolder    | Belgien            |                                                          |
| 76  | Wladimir Gussew   | Russland           |                                                          |
| 77  | Benoît Joachim    | Luxemburg          |                                                          |
| 78  | Egoi Martínez     | Spanien            | : 11. Etappe; : 18. – 21. Etappe; Sieger der Bergwertung |
| 79  | Jurgen Van Goolen | Belgien            |                                                          |
|     |                   |                    | : 6. – 21. Etappe; Sieger der Mannschaftswertung         |

## Davitamon-Lotto(BEL)
| Nr. | Name               | Nationalität       | Anmerkungen                                                         |
| --- | ------------------ | ------------------ | ------------------------------------------------------------------- |
| 81  | Olivier Kaisen     | Belgien            |                                                                     |
| 82  | Robbie McEwen      | Australien         | Disqualifikation nach der 5. Etappe, Überschreitung des Zeitlimits  |
| 83  | Pieter Mertens     | Belgien            |                                                                     |
| 84  | Fred Rodriguez     | Vereinigte Staaten |                                                                     |
| 85  | Wim De Vocht       | Belgien            | Aufgabe während der 9. Etappe                                       |
| 86  | Bart Dockx         | Belgien            | Aufgabe während der 17. Etappe                                      |
| 87  | Christopher Horner | Vereinigte Staaten |                                                                     |
| 88  | Josep Jufré        | Spanien            | Aufgabe während der 8. Etappe, tiefe Schnittwunde am Arm nach Sturz |
| 89  | Bjorn Leukemans    | Belgien            |                                                                     |

## Euskaltel-Euskadi(ESP)
| Nr. | Name            | Nationalität | Anmerkungen                   |
| --- | --------------- | ------------ | ----------------------------- |
| 91  | Samuel Sánchez  | Spanien      | : 13. Etappe                  |
| 92  | Haimar Zubeldia | Spanien      |                               |
| 93  | Iban Mayo       | Spanien      |                               |
| 94  | Igor Antón      | Spanien      | : 16. Etappe                  |
| 95  | Markel Irízar   | Spanien      |                               |
| 96  | Iñaki Isasi     | Spanien      | Aufgabe während der 9. Etappe |
| 97  | Íñigo Landaluze | Spanien      |                               |
| 98  | Aketza Peña     | Spanien      |                               |
| 99  | Rubén Pérez     | Spanien      |                               |

## Française des Jeux(FRA)
| Nr. | Name                 | Nationalität | Anmerkungen                                                         |
| --- | -------------------- | ------------ | ------------------------------------------------------------------- |
| 101 | Jérémy Roy           | Frankreich   |                                                                     |
| 102 | Fabien Patanchon     | Frankreich   |                                                                     |
| 103 | Ian McLeod           | Südafrika    |                                                                     |
| 104 | Eric Leblacher       | Frankreich   |                                                                     |
| 105 | Sébastien Joly       | Frankreich   |                                                                     |
| 106 | Frédéric Finot       | Frankreich   | Disqualifikation nach der 16. Etappe, Überschreitung des Zeitlimits |
| 107 | Bernhard Eisel       | Österreich   | Aufgabe vor der 16. Etappe, Vorbereitung auf Weltmeisterschaft      |
| 108 | Christophe Detilloux | Belgien      | Disqualifikation nach der 5. Etappe, Überschreitung des Zeitlimits  |
| 109 | Freddy Bichot        | Frankreich   | Disqualifikation nach der 5. Etappe, Überschreitung des Zeitlimits  |

## Team Gerolsteiner(GER)
| Nr. | Name              | Nationalität | Anmerkungen                                                    |
| --- | ----------------- | ------------ | -------------------------------------------------------------- |
| 111 | Davide Rebellin   | Italien      | Aufgabe vor der 15. Etappe, Vorbereitung auf Weltmeisterschaft |
| 112 | Robert Förster    | Deutschland  | : 15. Etappe                                                   |
| 113 | Markus Fothen     | Deutschland  | Aufgabe während der 12. Etappe                                 |
| 114 | René Haselbacher  | Österreich   | Aufgabe vor der 16. Etappe                                     |
| 115 | Heinrich Haussler | Deutschland  |                                                                |
| 116 | Torsten Hiekmann  | Deutschland  |                                                                |
| 117 | Andrea Moletta    | Italien      | Aufgabe während der 12. Etappe, Fieber                         |
| 118 | Sven Montgomery   | Schweiz      | Aufgabe während der 12. Etappe                                 |
| 119 | Marcel Strauss    | Schweiz      | Aufgabe vor der 10. Etappe, Fieber und Magenbeschwerden        |

## Lampre-Fondital(ITA)
| Nr. | Name              | Nationalität | Anmerkungen                    |
| --- | ----------------- | ------------ | ------------------------------ |
| 121 | Matteo Carrara    | Italien      | Aufgabe vor der 20. Etappe     |
| 122 | Claudio Corioni   | Italien      |                                |
| 123 | Enrico Franzoi    | Italien      |                                |
| 124 | David Loosli      | Schweiz      |                                |
| 125 | Marco Marzano     | Italien      | Aufgabe während der 8. Etappe  |
| 126 | Ruggero Marzoli   | Italien      | Aufgabe vor der 15. Etappe     |
| 127 | Danilo Napolitano | Italien      | Aufgabe während der 16. Etappe |
| 128 | Jewgeni Petrow    | Russland     |                                |
| 129 | Sylwester Szmyd   | Polen        |                                |

## Liquigas-Bianchi(ITA)
| Nr. | Name                   | Nationalität           | Anmerkungen |
| --- | ---------------------- | ---------------------- | --- |
| 131 | Danilo Di Luca         | Italien                | : 5. Etappe; : 6. & 7. Etappe; : 6. & 7. Etappe; Aufgabe vor der 18. Etappe, Vorbereitung auf Weltmeisterschaft |
| 132 | Dario Andriotto        | Italien                | |
| 133 | Magnus Bäckstedt       | Schweden               | |
| 134 | Kjell Carlström        | Finnland               | |
| 135 | Dario Cioni            | Italien                | |
| 136 | Francesco Failli       | Italien                | |
| 137 | Alessandro Spezialetti | Italien                | |
| 138 | Charles Wegelius       | Vereinigtes Königreich | Aufgabe während der 5. Etappe, Sturzverletzungen                                                                |
| 139 | Luca Paolini           | Italien                | : 12. Etappe; Aufgabe vor der 16. Etappe                                                                        |

## Team Milram(ITA)
| Nr. | Name                | Nationalität | Anmerkungen                                     |
| --- | ------------------- | ------------ | ----------------------------------------------- |
| 141 | Alessandro Petacchi | Italien      | Aufgabe vor der 16. Etappe, Bruch eines Fingers |
| 142 | Erik Zabel          | Deutschland  | : 4. & 21. Etappe                               |
| 143 | Daniel Becke        | Deutschland  | Aufgabe während der 18. Etappe, Magenprobleme   |
| 144 | Enrico Poitschke    | Deutschland  |                                                 |
| 145 | Wolodymyr Djudja    | Ukraine      | Aufgabe während der 6. Etappe                   |
| 146 | Alberto Ongarato    | Italien      |                                                 |
| 147 | Fabio Sacchi        | Italien      |                                                 |
| 148 | Sebastian Siedler   | Deutschland  |                                                 |
| 149 | Marco Velo          | Italien      |                                                 |

## Phonak Hearing Systems(SUI)
| Nr. | Name                           | Nationalität | Anmerkungen                    |
| --- | ------------------------------ | ------------ | ------------------------------ |
| 151 | Miguel Ángel Martín Perdiguero | Spanien      | Aufgabe während der 5. Etappe  |
| 152 | Aurélien Clerc                 | Schweiz      |                                |
| 153 | Luis Fernández Oliveira        | Spanien      |                                |
| 154 | Ryder Hesjedal                 | Kanada       | Aufgabe während der 17. Etappe |
| 155 | Nicolas Jalabert               | Frankreich   | Aufgabe während der 9. Etappe  |
| 156 | Steve Morabito                 | Schweiz      |                                |
| 157 | Uroš Murn                      | Slowenien    |                                |
| 158 | Florian Stalder                | Schweiz      |                                |
| 159 | Steve Zampieri                 | Schweiz      | Aufgabe während der 7. Etappe  |

## Quick Step-Innergetic(BEL)
| Nr. | Name                 | Nationalität | Anmerkungen                                                                              |
| --- | -------------------- | ------------ | ---------------------------------------------------------------------------------------- |
| 161 | Paolo Bettini        | Italien      | : 2. Etappe; : 3. Etappe; Aufgabe vor der 18. Etappe, Vorbereitung auf Weltmeisterschaft |
| 162 | Davide Viganò        | Italien      |                                                                                          |
| 163 | Kevin Van Impe       | Belgien      |                                                                                          |
| 164 | Matteo Tosatto       | Italien      | Aufgabe während der 17. Etappe                                                           |
| 165 | Sébastien Rosseler   | Belgien      |                                                                                          |
| 166 | Kevin Hulsmans       | Belgien      |                                                                                          |
| 167 | José Antonio Garrido | Spanien      |                                                                                          |
| 168 | Addy Engels          | Niederlande  |                                                                                          |
| 169 | Kevin De Weert       | Belgien      |                                                                                          |

## Relax-GAM Fuenlabrada(ESP)
| Nr. | Name                  | Nationalität | Anmerkungen                                                              |
| --- | --------------------- | ------------ | ------------------------------------------------------------------------ |
| 171 | Nácor Burgos          | Spanien      | Aufgabe während der 16. Etappe, Sturzverletzungen                        |
| 172 | Mario de Sárraga      | Spanien      | : 3. – 5. Etappe; : 3. Etappe                                            |
| 173 | José Miguel Elías     | Spanien      |                                                                          |
| 174 | Raúl García de Mateos | Spanien      |                                                                          |
| 175 | Jorge García Marín    | Spanien      |                                                                          |
| 176 | David George          | Südafrika    |                                                                          |
| 177 | Daniel Moreno         | Spanien      |                                                                          |
| 178 | Jesús Hernández       | Spanien      | Aufgabe während der 16. Etappe, Bruch des rechten Ellenbogens nach Sturz |
| 179 | Ángel Vallejo         | Spanien      |                                                                          |

## Saunier Duval-Prodir(ESP)
| Nr. | Name                       | Nationalität           | Anmerkungen                    |
| --- | -------------------------- | ---------------------- | ------------------------------ |
| 181 | José Alberto Benítez       | Spanien                |                                |
| 182 | José Ángel Gómez Marchante | Spanien                |                                |
| 183 | David Millar               | Vereinigtes Königreich | : 14. Etappe                   |
| 184 | David Cañada               | Spanien                |                                |
| 185 | Juan José Cobo             | Spanien                | Aufgabe während der 9. Etappe  |
| 186 | Leonardo Piepoli           | Italien                |                                |
| 187 | David de la Fuente         | Spanien                | : 4. & 5. Etappe               |
| 188 | Ángel Gómez                | Spanien                | Aufgabe während der 12. Etappe |
| 189 | Francisco José Ventoso     | Spanien                | : 3. Etappe                    |

## T-Mobile Team(GER)
| Nr. | Name             | Nationalität | Anmerkungen                                                 |
| --- | ---------------- | ------------ | ----------------------------------------------------------- |
| 191 | Lorenzo Bernucci | Italien      | Aufgabe vor der 13. Etappe, Erkältung                       |
| 192 | Scott Davis      | Australien   |                                                             |
| 193 | Bastiaan Giling  | Niederlande  |                                                             |
| 194 | André Greipel    | Deutschland  | Aufgabe während der 9. Etappe                               |
| 195 | Bernhard Kohl    | Österreich   | Aufgabe während der 9. Etappe, starke Prellungen nach Sturz |
| 196 | André Korff      | Deutschland  | Aufgabe vor der 5. Etappe, gesundheitliche Probleme         |
| 197 | Daniele Nardello | Italien      |                                                             |
| 198 | Stephan Schreck  | Deutschland  |                                                             |
| 199 | Thomas Ziegler   | Deutschland  | Aufgabe während der 9. Etappe                               |

## Astana-Würth(ESP)
| Nr. | Name                 | Nationalität | Anmerkungen |
| --- | -------------------- | ------------ | --- |
| 201 | Alexander Winokurow  | Kasachstan   | : 8., 9. & 20. Etappe; : 18. – 21. Etappe; : 19. – 21. Etappe; Sieger der Gesamtwertung; Sieger der Kombinationswertung |
| 202 | Carlos Barredo       | Spanien      | |
| 203 | Assan Basajew        | Kasachstan   | |
| 204 | José Antonio Redondo | Spanien      | |
| 205 | Andrei Kaschetschkin | Kasachstan   | : 18. Etappe |
| 206 | Aaron Kemps          | Australien   | |
| 207 | Sérgio Paulinho      | Portugal     | : 10. Etappe |
| 208 | Luis León Sánchez    | Spanien      | Aufgabe während der 11. Etappe                                                                                          |
| 209 | Sergei Jakowlew      | Kasachstan   | |